# Abū Dharr al-Ghifārī
Abū Dharr Dschundub ibn Dschunāda al-Ghifārī  (arabisch أبو ذر جندب بن جنادة الغفاري, DMG Abū Ḏarr Ǧundub ibn Ǧunāda al-Ġifārī gest. 652/53) war ein Gefährte des Propheten Mohammed und ist eine der am meisten diskutierten Figuren des frühen Islam. Während des Kalifats von ʿUthmān ibn ʿAffān übte er heftige Kritik an der Selbstbereicherung der Umayyaden. Aufgrund seiner Demut und Askese wurde er mit Jesus verglichen. Die Schiiten betrachten Abū Dharr als einen der frühesten Anhänger von ʿAlī ibn Abī Tālib sowie als Begründer der Gemeinschaft der Schiiten im Libanon. Im 20. Jahrhundert wurde Abū Dharr darüber hinaus zum Revolutionär und Prototypen eines „islamischen Sozialismus“ stilisiert.

## Name und Abstammung
Abū Dharr ist vor allem unter seiner Kunya bekannt. Sein eigentlicher Name (ism) wird allgemein mit Dschundub angegeben, doch gab es auch abweichende Überlieferungen (Barīr, Burair). Der Name seines Vaters soll Dschunāda gewesen sein, aber auch hier existieren abweichende Überlieferungen (Sakan, ʿIschriqa, ʿAbdallāh usw.). Sowohl sein Vater als auch seine Mutter, deren Name mit Ramla bint Waqīʿa angegeben wird, gehörten dem kleinen arabischen Stamm der Ghifār an, der sein Territorium zur Zeit Mohammeds auf dem Weg zwischen Mekka und Medina hatte und dort zum Teil vom Straßenraub lebte.

## Leben

### Konversion zum Islam
Abū Dharr schloss sich Mohammed an, als dieser noch in Mekka weilte. Über die Umstände seiner Konversion zum Islam existieren insgesamt vier unterschiedliche Berichte: 1.) derjenige von Chufāf ibn Īmāʾ, dem Oberhaupt der Banū Ghifār zur Zeit Abū Dharrs, 2.) derjenige von ʿAbdallāh ibn ʿAbbās, 3.) ein längerer Bericht von Abū Dharrs Neffen ʿAbdallāh ibn Sāmit, der von einem gewissen Humaid ibn Hilāl weitergegeben und narrativ modelliert wurde, sowie schließlich 4.) einer von Nadschīh Abū Maʿschar, einem Koranexegeten, der um 791 starb.
Nach dem Bericht von Chufāf betätigte sich Abū Dharr wie viele andere seiner Stammesgenossen zunächst als Straßenräuber. Er ging dabei sehr mutig vor, scheuchte alleine am frühen Morgen mit seinem Pferd die Kamelherden auf und drang dann in das Lager ein, wo er mitnahm, was er fand. Bei einem Aufenthalt in Mekka gewann ihn dann Mohammed für den Islam. Nach den anderen drei Berichten verehrte Abū Dharr bereits vor seinem Kontakt mit Mohammed Allah als monotheistischen Gott und lehnte den Götzendienst ab. ʿAbdallāh ibn Sāmit berichtet, dass Abū Dharr auch schon zwei Jahre, bevor er mit Mohammed zusammentraf, das rituelle Gebet verrichtet habe. Nach seinem Bericht soll Abū Dharr auf die Frage, zu wem er damals gebetet habe, geantwortet haben: Zu Allāh. Als sein Neffe weiterfragte: Und wo wendetest du dich hin? antwortete er, dass er keinen bestimmten Ort hatte, jedoch bisweilen die ganze Nacht betete. Damit entspricht Abū Dharr dem Typ des Hanīfen, allerdings wird er in keiner der Quellen explizit als solcher bezeichnet.
Eine wichtige Rolle bei der Konversion Abū Dharrs wird auch seinem Bruder Unais zugeschrieben. Nach dem Bericht des ʿAbdallāh ibn ʿAbbās sandte ihn Abū Dharr, nachdem er von Mohammeds neuer Religion gehört hatte, nach Mekka, um Kunde über Mohammed einzuziehen. Nach dem Bericht ʿAbdallāh ibn Sāmits war es Unais, der Abū Dharr überhaupt erst auf Mohammed und dessen neue Religion aufmerksam machte. Als sich Abū Dharr schließlich selbst nach Mekka begab, um mit Mohammed in Kontakt zu treten, soll er dort schweren Misshandlungen durch die Quraisch ausgesetzt gewesen sein, weil diese Mohammeds Religion bereits bekämpften.
Wann genau Abū Dharrs Konversion erfolgte, ist nicht klar zu bestimmen. Al-Wāqidī erwähnt, dass er der vierte oder fünfte Muslim gewesen sei, und er selbst wird mit der Aussage zitiert wird, dass er der fünfte Muslim gewesen sei. In der Liste der „ersten Muslime“ (Sābiqūn), die Ibn Hischām erstellt hat, erscheint er dagegen nicht, auch wenn ihn später Ibn Hadschar al-ʿAsqalānī den Sābiqūn zurechnete. Theodor Nöldeke hielt Abū Dharrs Zugehörigkeit zu den ersten Muslimen für eine „schiitische Erfindung“.
Übereinstimmend wird berichtet, dass Abū Dharr nach seiner Konversion zu den Ghifār zurückkehrte. Nach dem Bericht des ʿAbdallāh ibn Sāmit gelang es ihm, die Hälfte seines Stammes zum Islam zu bekehren, wobei der Vorsteher (saiyid) des Stammes Īmāʾ ibn Rahda das Amt des Vorbeters übernahm. Die andere Hälfte des Stammes nahm den Islam an, als Mohammed von Mekka nach Yathrib auswanderte.

### Als Kämpfer in Medina, Ägypten und Syrien
Abū Dharr siedelte nach der Grabenschlacht im Jahre 627 nach Medina über und nahm im Frühjahr 630 als Kämpfer und Bannerträger der Ghifār an der Schlacht von Hunain teil. Im Herbst 630 gehörte er zu denjenigen, die sich nur sehr zögerlich an dem Feldzug nach Tabūk beteiligten.
Nach dem Tod des Propheten war Abū Dharr dann aber bei der Eroberung Jerusalems 638 und der berühmten Rede von ʿUmar ibn al-Chattāb in al-Dschābiya zugegen. Nach dem Bericht Ibn ʿAbd al-Hakams beteiligte er sich anschließend an den Feldzügen des ʿAmr ibn al-ʿĀs, die zur islamischen Eroberung Ägyptens führten. Er war sowohl bei der Schlacht bei Heliopolis als auch bei der Belagerung der Festung Babylon und der Belagerung von Alexandria (641) zugegen. Im gleichen Jahr wurde er in dem neuen Militärlager Fustāt stationiert und erhielt ein Stück Land. Eine Überlieferung, die Ibn ʿAbd al-Hakam anführt, lässt Abū Dharr beim Minbar in der Moschee von Fustāt auftreten.
Zu einem unbekannten Zeitpunkt begab sich Abū Dharr zu dem Umayyaden Muʿāwiya, der seit 639 als Statthalter in Syrien fungierte. So erwähnt ihn at-Tabarī unter den Kämpfern, mit denen Muʿāwiya 643/4 die Stadt Amorion in Anatolien angriff. Ibn ʿAsākir zitiert einen gewissen Dschisr ibn Hasan mit der Aussage, wonach Abū Dharr ein Gehalt von 4.000 Dirham bezog, mit denen er zwanzig Pferde kaufte, die er in Homs stationierte (yartabiṭu-hā bi-Ḥimṣ).

### Die Auseinandersetzung mit den Umayyaden
Zu den Ereignissen, die in der islamischen Überlieferung über Abū Dharr besonders breiten Raum einnehmen, gehört sein Konflikt mit dem Kalifen ʿUthmān ibn ʿAffān und dessen Familie, den Umayyaden. Zu diesem Konflikt gibt es wiederum unterschiedliche Überlieferungen. Von grundlegender Bedeutung ist ein Bericht, den al-Balādhurī in seinem Werk Ansāb al-Aschrāf anführt. Der arabische Geschichtsschreiber und Geograph al-Masʿūdī lieferte später in seinem Werk Murūdsch adh-Dhahab eine ausgeschmückte und dramatisch zugespitzte Version dieser Darstellung, die die Umayyaden in keinem besonders guten Licht erscheinen lässt.
Einen in vielen Punkten abweichenden Bericht über Abū Dharrs Konflikt mit den Umayyaden liefert der islamische Historiograph Saif ibn ʿUmar in seinem Kitāb ar-Ridda. Er hat später auch Eingang in Weltchronik von at-Tabarī gefunden. At-Tabarī merkt dazu an, dass er von denjenigen angeführt werde, die ʿUthmāns Statthalter in Syrien Muʿāwiya entlasten wollten. At-Tabarī hat sich in seiner Weltchronik bewusst auf die Wiedergabe dieses Berichtes beschränkt, mit dem Argument, dass die anderen Berichte hässliche Dinge (umūr šanīʿa) erwähnten, die er nicht wiederholen wolle. Einer der wichtigsten Unterschiede in Saifs Bericht, der eine narrative Ausgestaltung aufweist, besteht darin, dass es hier der Erzhäretiker ʿAbdallāh ibn Sabaʾ ist, der Abū Dharr zum Protest gegen die Umayyaden anstiftet.
Da sich der Konflikt zwischen Abū Dharr und den Umayyaden auch um die richtige Auslegung einer Koranpassage (Sure 9:34) drehte, wird er ebenfalls in vielen Korankommentaren behandelt.

#### Zusammenstoß mit ʿUthmān
Nach dem Bericht al-Balādhurīs begann der Konflikt Abū Dharrs mit den Umayyaden nach den arabischen Eroberungszügen von 647 in Tripolitanien, als ʿUthmān aus dem „Fünften“ (ḫums) des erbeuteten Vermögens 500.000 Dirham an seinen Verwandten Marwān ibn al-Hakam, 300.000 Dirham an dessen Bruder Harith ibn al-Hakam und 100.000 Dirham an Zaid ibn Thābit auszahlte. Abū Dharr predigte daraufhin gegen diejenigen, die „Geld anhäufen“, wobei er sich auf das Koranwort von Sure 9:34 bezog: „Wer aber Gold und Silber hortet und es nicht für die Sache Gottes ausgibt, denen verkünde schmerzhafte Strafe.“ Marwān beschwerte sich bei ʿUthmān, der sandte seinen Diener Nātil zu Abū Dharr, um ihn zu verwarnen. Abū Dharr berief sich jedoch darauf, dass er nur das Wort Gottes predige. Als Abū Dharr eines Tages ʿUthmāns Berater Kaʿb al-Ahbār, der den freien Umgang des Kalifen mit öffentlichen Geldern gedeckt hatte, verbal angriff, rügte ihn ʿUthmān und forderte ihn auf, nach Syrien, wo er auf der Lohnrolle stand, zurückzukehren.

#### Auseinandersetzungen mit Muʿāwiya
In Syrien hatte Abū Dharr weitere Auseinandersetzungen mit dem umayyadischen Statthalter Muʿāwiya. At-Tabarī ordnet die betreffenden Ereignisse unter dem Jahr 30 (651/652 n. Chr.) ein, allerdings begann der Konflikt schon früher, denn nach einem Bericht, den Ibn ʿAsākir unter Berufung auf Abū l-Qāsim at-Tabarānī zitiert, protestierte Abū Dharr schon 649 bei der Beuteverteilung nach Muʿāwiyas Feldzug gegen Zypern. Als Muʿāwiya hier die Beute in der Weise aufteilen wollte, dass ein Drittel den Schiffsmannschaften, ein Drittel den Ägypter, die die Schiffe gebaut hatten, und ein Drittel den muslimischen zufallen sollte, forderte Abū Dharr, dass die Beute vollständig den Muslimen übergeben werden sollte, und konnte sich damit bei Muʿāwiya auch durchsetzen.
Nach dem Bericht al-Balādhurīs tadelte Abū Dharr Muʿāwiya vor allem für seine Errichtung des Palastes al-Chadrāʾ in Damaskus, wobei er sagte: „Wenn dieses Haus mit dem Vermögen Gottes (māl Allāh) errichtet wurde, dann ist es Verrat (ḫiyāna), wenn es aber von Deinem Vermögen errichtet wurde, dann ist es Verschwendung (isrāf).“ Außerdem beklagte er die Entfernung der allgemeinen Zustände von den Geboten des Korans und der Sunna des Propheten.
Nach Saifs Bericht stellte Abū Dharr, angestiftet von ʿAbdallāh ibn Sabaʾ, Muʿāwiya zur Rede, warum er das öffentliche Vermögen als „Vermögen Gottes“ (māl Allāh) bezeichne. Er sah darin einen Versuch des Kalifen, das eigentlich den Muslimen zustehende Vermögen an sich zu reißen und „ihren Namen auszulöschen“. Der Statthalter rechtfertigte sich damit, dass doch alle Menschen Knechte Gottes seien. Abū Dharr ermahnte ihn, den Ausdruck „Vermögen Gottes“ nicht mehr zu verwenden, sondern es „Vermögen der Muslime“ zu nennen, und forderte anschließend in Syrien bei Predigten die Reichen dazu auf, die Armen zu unterstützen, wobei er erneut auf Sure 9:34f Bezug nahm. Als die Armen in Syrien die Reichen zu entsprechenden Handlungen zu zwingen versuchten, beschwerten sich diese beim Statthalter.
Nach einem Bericht, den verschiedene Autoren unter Berufung auf Zaid ibn Wahb (gest. nach 702) zitieren, drehte sich die Auseinandersetzung zwischen Abū Dharr und Muʿāwiya vor allem um die Auslegung von Sure 9:34: „Wer aber Gold und Silber hortet und es nicht für die Sache Gottes ausgibt, denen verkünde schmerzhafte Strafe.“ Während Muʿāwiya meinte, dass sich diese koranische Aussage nur auf die Ahl al-Kitāb, also Christen und Juden bezöge, meinte Abū Dharr, dass das auch für Muslime gelte.
In verschiedenen Berichten ist davon die Rede, dass Muʿāwiya verschiedene Versuche unternahm, Abū Dharr durch Geldzahlungen zum Schweigen zu bringen. Außerdem wird berichtet, dass er den Menschen den Umgang mit Abū Dharr verbot. Als all dies nichts fruchtete, wandte sich Muʿāwiya an den Kalifen und meldete ihm, dass Abū Dharr die Menschen in Syrien gegen ihn aufhetze. Nach dem Bericht al-Balādhurīs schrieb ʿUthmān daraufhin Muʿāwiya, er möge Abū Dharr auf dem schlechtesten Reittier, das er habe, nach Medina bringen lassen. Verschiedene Autoren gehen noch näher auf die Umstände der Reise ein und betonen, dass es die Umayyaden bewusst darauf angelegt hätten, Abū Dharr auf dieser Reise zu quälen.

#### Verbannung nach ar-Rabadha
Als Abū Dharr in Medina weiter das Wort gegen ʿUthmān erhob, sandte ihn dieser in die Verbannung. Den eigenen Wunsch Abū Dharrs, nach Mekka, Jerusalem oder in den Irak zu gehen, lehnte ʿUthmān ab und schickte ihn in den kleinen Ort ar-Rabadha nördlich von Medina.
Gemäß einem Bericht von Qatāda ibn Diʿāma, den al-Balādhurī zitiert, begleitete ʿAlī ibn Abī Tālib Abū Dharr nach seiner Verbannung aus Medina nach ar-Rabadha aus der Stadt, woraufhin es zu einer heftigen Auseinandersetzung zwischen ihm und Marwān kam. Nach dem Bericht al-Masʿūdīs war der eigentliche Grund für Marwāns Intervention, dass ʿUthmān zuvor jeglichen Kontakt zu Abū Dharr verboten hatte, ʿAlī jedoch dieses Verbot ignorierte.
ʿAlī schlug bei der Gelegenheit mit seiner Peitsche zwischen die Ohren von Marwāns Reittier, woraufhin es zu einer heftigen Auseinandersetzung zwischen ihm und ʿUthmān kam. Hierbei äußerte der Kalif, dass er ʿAlī nicht für besser halte als Abū Dharr. Die Menschen, so Qatāda weiter, missbilligten die Worte ʿUthmāns und gingen schließlich zwischen sie, um den Streit zu schlichten.
Anders als in Balādhurīs Bericht wird Abū Dharr in Saifs Bericht nicht nach ar-Rabadha verbannt, sondern er wandert freiwillig dorthin aus, wobei er sich darauf beruft, dass der Prophet ihn angewiesen habe, Medina zu verlassen, sobald die Bauten bis an den Hügel Salʿ heranreichten. Mit der Besonderheit, dass sich Abū Dharr freiwillig nach ar-Rabadha zurückzog, steht Saifs Bericht nicht alleine. Der medinische Gelehrte Saʿīd ibn al-Musaiyab (gest. 714) soll abgestritten haben, dass ihn ʿUthmān gezwungen hatte, dorthin zu gehen. Von dem Traditionarier Muhammad Ibn Sīrīn (gest. 728) wird berichtet, dass er sich jedes Mal aufgeregt habe, wen man ihm gegenüber erwähnte, dass ʿUthmān Abū Dharr nach ar-Rabadha verbannt habe. Auch er bestand darauf, dass sich Abū Dharr freiwillig dorthin begeben habe.
Ob ʿUthmān Abū Dharr verbannt hatte oder nicht, war nach Ausbruch der ersten Fitna eine große Streitfrage, weil es zu den Dingen gehörte, für die die Mörder ʿUthmāns Rache gefordert hatten. In einem kurzen Bericht, den al-Balādhurī unter Berufung auf Qatāda ibn Diʿāma anführt, klagt Abū Dharr darüber, dass ʿUthmān ihn nach der Hidschra durch seine Verbannung nach ar-Rabadha wieder zum Beduinen gemacht habe. Darin lag ein schwerer Vorwurf gegen den Kalifen, denn Personen, die nach Vollzug der Hidschra wieder zum beduinischen Leben zurückkehrten, galten im frühen Islam als Apostaten. Genau auf diese Vorwürfe nimmt der ʿUthmān entlastende Bericht Saifs Bezug, denn dort heißt es, dass ʿUthmān Abū Dharr bei seinem Weggang dazu aufforderte, ihm immer wieder in Medina die Aufwartung zu machen, damit er nicht wieder zum Beduinen werde.
Über Abū Dharrs Leben in ar-Rabadha gibt es zahlreiche Berichte, die die Anspruchslosigkeit Abū Dharrs betonen. Ein gewisser Salāma ibn Nabāta, der auf dem Weg nach Mekka in Rabadha passiert, berichtete zum Beispiel, dass er ihn dort in Gütergemeinschaft mit seinen Sklaven leben sah.

#### Die Angriffe auf Kaʿb al-Ahbār
Wenn Abū Dharr verbannt wurde, war seine Verbannung wahrscheinlich nicht endgültig, denn mehrere Autoren führen Berichte, wonach er bei der Verteilung des Erbes des reichen Kaufmanns ʿAbd ar-Rahmān ibn ʿAuf in Medina zugegen war, der im Jahre 652 starb. Bei dieser Gelegenheit geriet er den Berichten zufolge auch erneut mit Kaʿb al-Ahbār aneinander. Anlass für diese Auseinandersetzung soll gewesen sein, dass ʿUthmān in dieser Situation Kaʿb fragte: „Was sagst Du über einen Mann, der dieses Vermögen angesammelt hat, daraus Almosen entrichtet hat, sich auf dem Wege (Gottes) eingesetzt und seine Verwandtschaftsbeziehungen gepflegt hat?“ Als Kaʿb antwortete, dass er ihm Gutes wünsche, wurde Abū Dharr zornig, ging mit seinem Stock auf Kaʿb los und warnte, dass das jenseitige Heil eines solchen Mannes keineswegs gesichert sei.
In leicht ausgestalteter Form findet sich diese Anekdote auch bei al-Masʿūdī wieder. Hier rügt Abū Dharr, dass ʿAbd ar-Rahmān ibn ʿAuf dermaßen viel Reichtum anhäufte, und verweist auf den Propheten, der sich darum bemühte, nichts zu hinterlassen, das mehr als einen Qīrāt wiegt. Nach einem Bericht, den Ibn ʿAsākir anführt, hielt Abū Dharr Kaʿb al-Ahbār mehrere Koranverse entgegen, um zu zeigen, dass der Reiche mit der Entrichtung der Zakāt seine Pflicht noch nicht erfüllt, so unter anderem Sure 51:19: „und von ihrem Hab und Gut war ein Anteil für Bettler und Bedürftige bestimmt.“
Ein weiterer Angriff von Abū Dharr auf Kaʿb al-Ahbār wird in dem Bericht Saifs erwähnt. Demnach kam es zwischen den beiden zu einer Auseinandersetzung, als Abū Dharr bei einem seiner Besuche in Medina ʿUthmān ermahnte, dass er sich nicht damit zufriedengeben solle, dass die Leute sich vom Unrechten fernhalten, sondern sie zum Guten anhalten müsse. Derjenige, der die Zakāt entrichte, dürfe sich nicht darauf beschränken, sondern müsse auch großzügig gegenüber Nachbarn, Brüdern und Verwandten sein. Als Kaʿb al-Ahbār die Auffassung äußerte, dass derjenige, der dem Gebot (farīḍa) nachkomme, sein religiöse Pflichten vollständig erfüllt habe, schlug ihn Abū Dharr mit seinem Stock, beschimpfte ihn als „Sohn einer Jüdin“ und drohte ihm weitere Gewalt an. Mit dieser Verhaltensweise wurde Abū Dharr später ein wichtiges Vorbild für die Verwirklichung des Prinzips: Das Rechte gebieten und das Verwerfliche verbieten. Er selbst soll gegenüber einem Besucher in ar-Rabadha geäußert haben, dass ihn die Ausübung dieses Prinzips einsam gemacht habe.

### Tod und Begräbnis
Abū Dharr starb nach allgemeiner Überlieferung im Jahre 32 d.H. (652/653 n. Chr.) in Rabadha. Nur al-Balādhurī überliefert ein anderes Todesdatum: Ende des Monats Dhu l-qaʿda des Jahres 31 (Juli 652 n. Chr.). Über die genauen Umstände seines Todes existieren zahlreiche Überlieferungen. Der Prophetengefährte ʿAbdallāh ibn Masʿūd, der gerade auf dem Weg zur Wallfahrt nach Mekka war, sprach das Totengebet für ihn. Er starb selber wenige Tage später in Medina.

## Wirkungsgeschichte

### Abū Dharr als Tradent und Heiliger
Abū Dharr spielt auch eine wichtige Rolle als Überlieferer von Hadithen. Insgesamt werden mehr als 280 Traditionen auf ihn zurückgeführt. Ibn Saʿd zitiert Abū Dharrs Neffen ʿAbdallāh ibn Sāmit mit der Aussage, dass Mohammed Abū Dharr sieben Dinge aufgetragen habe:
- die Liebe zu den Armen und die Nähe zu ihnen,
- zu dem zu blicken, der unter einem ist, nicht aber zu dem, der über einem ist,
- niemanden um etwas zu bitten,
- sich der weiblichen Verwandtschaft anzunehmen, auch wenn man verärgert wird,
- die Wahrheit zu sagen, auch wenn sie bitter ist,
- bei Gott nicht den Tadel eines Kritikers zu fürchten,
- möglichst häufig „Es gibt keine Macht noch Stärke außer bei Gott“ (lā ḥaula wa-lā qūwata illā bi-Llāh) zu sagen, weil diese Worte zu dem Schatz unter dem Thron gehören.[60]

Ibn ʿAsākir äußerte die Auffassung, dass Abū Dharr dem Auftrag des Propheten, die Armen zu lieben und ihnen Gesellschaft zu leisten, lebenslang treu geblieben sei. In Ägypten wurde von Abū Dharr das folgende Prophetenwort überliefert: „Wenn jemand einen Gefährten liebt, möge er zu seinem Haus gehen und ihm mitteilen, dass er ihn liebt“.
Das hohe Ansehen, in dem Abū Dharr stand, zeigt sich daran, dass später seine Fadā'il gesammelt wurden. So hat zum Beispiel Muslim ibn al-Haddschādsch in seiner Hadith-Sammlung einen Abschnitt den Fadā'il Abū Dharrs gewidmet. Eine wichtige Grundlage für die islamische Verehrung Abū Dharrs sind zwei überlieferte Prophetenworte, die eine Verbindung zwischen ihm und Jesus herstellen. Das eine von ihnen, das unter Berufung auf Abū Huraira überliefert wird, lautet: „Es gibt niemanden unter diesem Himmel und auf dieser Erde, der eine aufrichtigere Sprache spricht, als Abū Dharr. Wen es freut, auf die Demut (tawāḍuʿ) von Jesus, dem Sohn der Maria, zu schauen, der soll auf Abū Dharr blicken.“ In dem anderen, das Ibn ʿAbd al-Barr anführt, heißt es: „Abū Dharr ist in meiner Umma hinsichtlich seines Weltverzichts (zuhd) das Gegenstück von Jesus, dem Sohn der Maria.“ Ähnlich meinte Ibn ʿAsākir, dass Abū Dharr Jesus hinsichtlich seines Gottesdienstes (ʿibāda) und seiner Gottergebenheit (nask) Jesus ähnele.

### Seine Bedeutung in der Schia
Schon früh galt Abū Dharr als Anhänger von ʿAlī ibn Abī Tālib und der Familie des Propheten, den Ahl al-bait. Ausgangspunkt dieser Vorstellung war das Abschiedsgeleit, dass Abū Dharr von ʿAlī bekam, als er nach ar-Rabadha verbannt wurde. In den Versionen der Erzählung, die al-Yaʿqūbī und al-Masʿūdī anführen, tritt ʿAlī dabei nicht allein auf, sondern wird von seinen beiden Söhnen al-Hasan und al-Husain begleitet. Beim Abschied spricht Abū Dharr Segenswünsche für die gesamte heilige Familie. Berühmt sind auch die Worte, die ʿAlī zu Abū Dharr gesprochen haben soll, als er ihn verabschiedete. Sie sind in die bekannte schiitische Sammlung Nahdsch al-Balāgha von Aussprüchen, Reden und Briefen ʿAlīs aufgenommen worden (dort Nr. 130). Der irakische muʿtazilitische Gelehrte Ibn Abī l-Hadīd (gest. 1258), der einen 20-bändigen Kommentar zu der Sammlung verfasste, widmet den Worten ʿAlīs an Abū Dharr eine Erklärung von sieben Seiten Länge, in der er Abū Dharrs Auseinandersetzung mit den Umayyaden ausführlich behandelt.
Der schiitische Gelehrte at-Tūsī führt eine Überlieferung an, wonach Abū Dharr, als er in Rabadha weilte, ein Geldgeschenk ʿUthmāns ablehnte, mit der Begründung, dass ihm die Freundschaft zu ʿAlī ibn Abī Tālib und seiner Familie ausreiche. Eine Überlieferung, die Ibn Qutaiba anführt, lässt ihn sagen: „Ich bin Abū Dharr al-Ghifārī. Für den, der mich nicht kennt: Ich bin Dschundub, der Gefährte des Gottesgesandten. Ich hörte den Gottesgesandten sagen: Meine Familie ist wie die Arche Noah. Wer sie besteigt, wird errettet werden.“
Die große Bedeutung Abū Dharrs in der schiitischen Lehre zeigt sich insbesondere darin, dass er als Mitglied einer Gruppe von vier Prophetengefährten betrachtet wird, die schon zu Lebzeiten des Propheten ʿAlī besonders treu ergeben waren und damit die eigentlichen Gründer der Schia bilden. Die anderen drei Personen, die dieser Gruppe zugehören, sind Miqdād ibn al-Aswad al-Kindī, Salmān al-Fārisī und ʿAmmār ibn Yāsir. Die Vorstellung von diesen vier ersten Vertretern der Schia findet sich im späten 9. Jahrhundert bei den imamitischen Doxographen an-Naubachtī und al-Qummī. Als engelhafte Wesen werden diese vier Personen auch bei den schiitischen Ghulāt-Sekten stark verehrt. So werden zum Beispiel in dem aus Ghulāt-Kreisen stammenden Werk Umm al-Kitāb die ersten vier Zeichen der Basmala als geheime Hinweise auf sie gedeutet. Das Bā' entspricht dabei Abū Dharr, das Sīn Salmān, das Mīm Miqdād und der Punkt unter dem Bā' ʿAmmār.

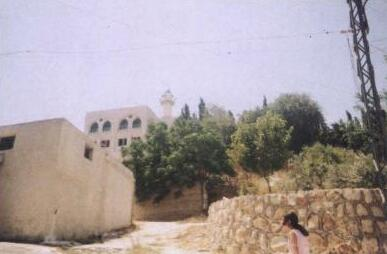
Abū Dharr-Moschee in Mais al-Dschabal, Südlibanon

Eine besondere identitätsstiftende Bedeutung hat Abū Dharr außerdem bei der schiitischen Gemeinschaft des Libanon. Seit dem 17. Jahrhundert ist hier die Auffassung verbreitet, dass diese Gemeinschaft auf das Wirken Abū Dharrs zurückgeht. Allgemein wird angenommen, dass der arabische Stamm der ʿĀmila, nach dem der Dschabal ʿĀmil benannt ist, schon in vorislamischer Zeit in dieses Gebiet einwanderte und dann durch Abū Dharr al-Ghifārī für den schiitischen Islam gewonnen wurde. Abweichend von der allgemeinen Überlieferung soll Abū Dharr die letzten Jahre seines Lebens im Dschabal ʿĀmil verbracht haben. In zwei südlibanesischen Orten, Mais al-Dschabal und Sarafand, existierten lange Zeit auch Abū Dharr gewidmete Heiligtümer. An der Stelle des Heiligtums von Mais befindet sich heute eine Abū-Dharr-Moschee.

### Moderne Debatten

#### In den arabischen Ländern
Im frühen 20. Jahrhundert rückte Abū Dharr erneut in den Mittelpunkt gesellschaftspolitischer Diskussionen der islamischen Welt. Ausgangspunkt dieser Diskussionen war seine Auslegung von Sure 9:34, der zufolge der Mensch die Pflicht hat, alles, was über die eigenen Bedürfnisse hinausgeht,
für die Sache Gottes auszugeben, und kein Vermögen anhäufen darf. Während im 19. Jahrhundert der irakische Gelehrte Schihāb ad-Dīn al-Ālūsī (gest. 1854) diese Auffassung noch mit dem Argument zurückgewiesen hatte, dass sie im Widerspruch zu den koranischen Erbschaftsregeln stehe, erkannten Anfang des 20. Jahrhunderts andere darin eine Vorwegnahme der Ideen des Sozialismus. Einer der ersten Gelehrten, bei dem sich dieser Gedanke findet, war der libanesische Schiit Ahmad Ridā (gest. 1953). Er veröffentlichte 1910 einen Artikel, in dem er Abū Dharr als Sozialisten (ištirākī) feierte. Ganz ähnlich bezeichnete auch Leone Caetani ihn in dem 1918 veröffentlichten siebten Band seiner Annali dell‘ Islam als „wahren sozialistischen Agitator“ (vero agitatore socialista).
Ab den 1940er Jahren fand dieser Gedanke auch bei ägyptischen Intellektuellen immer mehr Zuspruch. So verfasste um 1945 der ägyptische Publizist ʿAbd al-Ḥamīd Dschūda as-Sahhār ein Buch, in dem er Abū Dharr als den „asketischen Sozialisten“ (al-Ištirākī az-zāhid) und als Modell für den „Sozialismus im Islam“ präsentierte. 1948 hatte sich die Azhar im Auftrag des ägyptischen Erziehungsministeriums mit einem Buch über den „Kommunismus im Islam“ (aš-Šuyūʿīya fī l-Islām) zu befassen, in dem Abū Dharr als Beweis für die Existenz eines authentischen islamischen Kommunismus angeführt wurde. Ein anderer Autor, Qadrī al-Qalʿadschī, der 1952 ein eigenes Buch über Abū Dharr verfasste, sah in ihm den „ersten Revolutionär im Islam“ (auwal ṯāʾir fī l-islām).
Konservative muslimische Gelehrte lehnten diese marxistische und sozialrevolutionäre Deutung Abū Dharrs dagegen ab. Nachdem bereits 1948 die Azhar Abū Dharrs Auffassung als abwegig zurückgewiesen hatte, kam es 1975 in Ägypten zu einer heftigen Kontroverse über Abū Dharr zwischen dem marxistischen Denker ʿAbd ar-Rahmān asch-Scharqāwī und dem Scheich der Azhar ʿAbd al-Halīm Mahmūd. Um Abū Dharr als Rollenmodell für den islamischen Sozialismus gänzlich auszuschalten, ging der Scheich al-Azhar dabei so weit, ihm die Zugehörigkeit zu den Prophetengefährten abzusprechen und ihn aus dem Islam zu exkommunizieren.

#### In Iran
Der iranische Intellektuelle Ali Schariati erstellte von as-Sahhārs Buch zwischen 1951 und 1953 eine persische Übersetzung, die er mit eigenen Reflexionen ergänzte. Das Buch wurde 1955 unter dem Titel „Abū Dharr al-Ghifārī, der sozialistische Gottesdiener“ (Abū Dharr-e Ġifārī: Ḫodā-parast-e sosyālist) veröffentlicht. Schariati präsentierte darin Abū Dharr als perfektes Vorbild für einen frommen Sozialisten im Sinne der 1954 gegründeten Iranischen Volkspartei (Hezb-e Mardom-e Iran) sowie als Helden, der durch seine Bedürfnislosigkeit und Verachtung für die Reichen und Mächtigen imstande war, den authentischen Islam der Armen zu retten. Mit seinen Forderungen gegenüber ʿUthmān, so meinte Schariati, habe Abū Dharr das egalitaristische Programm der Französischen Revolution vorweggenommen. Auch hier gab es Geistliche, die solche radikal-revolutionäre Interpretationen Abū Dharrs ablehnten, wie etwa den schiitischen Kleriker Morteza Motahhari. Haddschi Aschraf Kāschānī, ein prominenter Teheraner Prediger erklärte, dass Abū Dharr nur ein gemeiner Dieb gewesen sei und ʿUthmān nur deswegen kritisiert habe, weil er einen Anteil von seinem Vermögen haben wollte.
Abū Dharr blieb trotzdem auch später noch eine der wichtigsten Bezugspersonen für Schariatis Denken. Er fühlte sich Abū Dharr so nah, dass er sich selbst als seinen Anhänger bzw. seine Reinkarnation beschrieb. Bei der Beschreibung seiner eigenen Lebenserfahrungen griff er immer wieder auf das Vokabular zurück, das er auch in seinem Buch über Abū Dharr benutzt hatte. Nach seinem Tod nannten ihn viele den „Abū Dharr seiner Zeit“.

### Arabische Quellen
- Abū Nuʿaim al-Iṣfahānī: Ḥilyat al-Auliyāʾ wa-ṭabaqāt al-aṣfiyāʾ. 10 Bde. Dār al-kutub al-ʿilmīya, Beirut, Bd. I, S. 156–170. Digitalisat
- al-Balādhurī: Ansāb al-Ašrāf. Bd. VI, 1. Ed. Iḥsān ʿAbbās. Bibliotheca Islamica 28d. Steiner, Wiesbaden-Beirut, 1979. S. 541–546. Digitalisat
- Ibn ʿAbd al-Barr: al-Istīʿāb fī maʿrifat al-aṣḥāb. Ed. ʿAlī Muhammad al-Biǧāwī. Dār al-Ǧīl, Beirut, o. D. S. 252–256, 1652–1656. Digitalisat
- Ibn ʿAbd al-Hakam: Kitāb Futūḥ Miṣr wa-aḫbāruhā. Hrsg. von Charles C. Torrey. New Haven 1922. S. 94, 284–286. Digitalisat
- Ibn Abī l-Hadīd: Šarḥ Nahǧ al-Balāġa. 20 Bde. Ed. Muhammad Abū l-Faḍl Ibrāhīm. Beirut 2001. Bd. VIII, S. 357–364. Digitalisat
- Ibn ʿAsākir: Taʾrīḫ madīnat Dimašq. Bd. 66. Ed. ʿUmar ibn Ġarāma al-ʿUmarī. Dār al-Fikr, Beirut, 1998. S. 174–223. Digitalisat
- Ibn Hadschar al-ʿAsqalānī: al-Iṣāba fī tamyīz aṣ-ṣaḥāba. Calcutta 1853. Teil 7, S. 60–63. Digitalisat
- Ibn Qutaiba: Kitāb al-Maʿārif. Ed. Ṯarwat ʿAkkāša. 4. Aufl. Dār al-Maʿārif, Kairo, 1981. S. 252f. Digitalisat
- Muhammad ibn Saʿd: Kitāb aṭ-Ṭabaqāt al-kabīr. Hrsg. von E. Sachau. Leiden 1904–1940. Bd. IV/1, S. 161–175 Digitalisat
- Ibn Schabba an-Numairī: Tārīḫ al-Madīna al-munauwara. Ed. Fuhaim Muḥammad Šaltūt. Dschidda 1979. S. 1033–1041. Digitalisat
- al-Masʿūdī: Murūǧ aḏ-ḏahab wa-maʿādin al-ǧauhar. Ed. und ins Französische übers. von Barbier de Meynard et Pavet de Courteille. 9 Bde. Imprimerie Impériale, Paris, 1861–1877. Bd. IV, S. 268–74. Digitalisat
- Abū Ǧaʿfar Muḥammad b. Ǧarīr aṭ-Ṭabarī: Taʾrīḫ ar-rusul wa-l-mulūk. Hrsg. von M. J. de Goeje. Leiden 1879–1901. Prima Series, 5 S. 2858–2862 – Engl. Übers.: The History of al-Ṭabarī Vol. 15: The crisis of the early caliphate Translated and annotated by Stephen Humphreys. SUNY Press, Albany 1990. S. 64–69.
- Muḥammad Ibn-al-Ḥasan aṭ-Ṭūsī: Iḫtiyār Maʿrifat ar-Riǧāl al-Maʿrūf bi Riǧāl al-Kaššī. Mu'assasat an-Našr al-Islāmī, Qumm 1384 hš (= 2006). S. 33–37. Digitalisat

### Sekundärliteratur
- Mahmoud Ayoub: The crisis of Muslim history: religion and politics in early Islam. Oneworld, Oxford, 2003. S. 58–62.
- Leone Caetani: Annali dell’ Islam. 10 Bde. Mailand-Rom 1905–1918. Bd. VII, S. 365–379. Digitalisat
- Alan John Cameron: Abū Dharr al-Ghifārī: An Examination of His Image in the Hagiography of Islam. Royal Asiatic Society, London, 1973.
- Werner Ende: Arabische Nation und islamische Geschichte. Die Umayyaden im Urteil arabischer Autoren des 20. Jahrhunderts. Franz Steiner, Beirut-Wiesbaden: 1977.
- Mounsef Gouja: La grande discorde de l'Islam: le point de vue des kharéjites. Islamoccident, Paris, 2006. S. 157–168.
- Ulrich Haarmann: “Abū Dharr: Muhammad’s Revolutionary Companion” in Muslim World 68 (1978) 285–289.
- Pohl-Schöberlein: Die schiitische Gemeinschaft des Südlibanon. Berlin 1986. S. 20–26.
- Ali Rahnema: An Islamic Utopian. A Political Biography of Ali Shariʿati. I.B. Tauris, London 1998. S. 57–60.
- Mohammad Rihan: Politics and culture of an Umayyad tribe: conflict and factionalism in the early Islamic period. Tauris, London, 2014.
- James Robson: “Abū Dharr” in The Encyclopaedia of Islam. New Edition Bd. I, S. 114b-115a.
- Eberhard Serauky: Geschichte des Islam. Entstehung, Entwicklung und Wirkung von den Anfängen bis zur Mitte des XX. Jahrhunderts. Deutscher Verlag der Wissenschaften, Berlin, 1991. S. 55–57, 142–144.
- Aloys Sprenger: Das Leben und die Lehre des Moḥammad, nach bisher grösstentheils ungenutzten Quellen. 2. Ausg. Nicolaische Verlagsbuchhandlung, Berlin, 1869. Bd. I, S. 454–456. Digitalisat
- Abdulkader I. Tayob: Art. „Abū Dharr al-Ghifārī“ in John L. Esposito (ed.) The Oxford Encyclopedia of the Islamic World. 6 Bde. Oxford 2009. Bd. I, S. 23b–24b.